# Kosipo

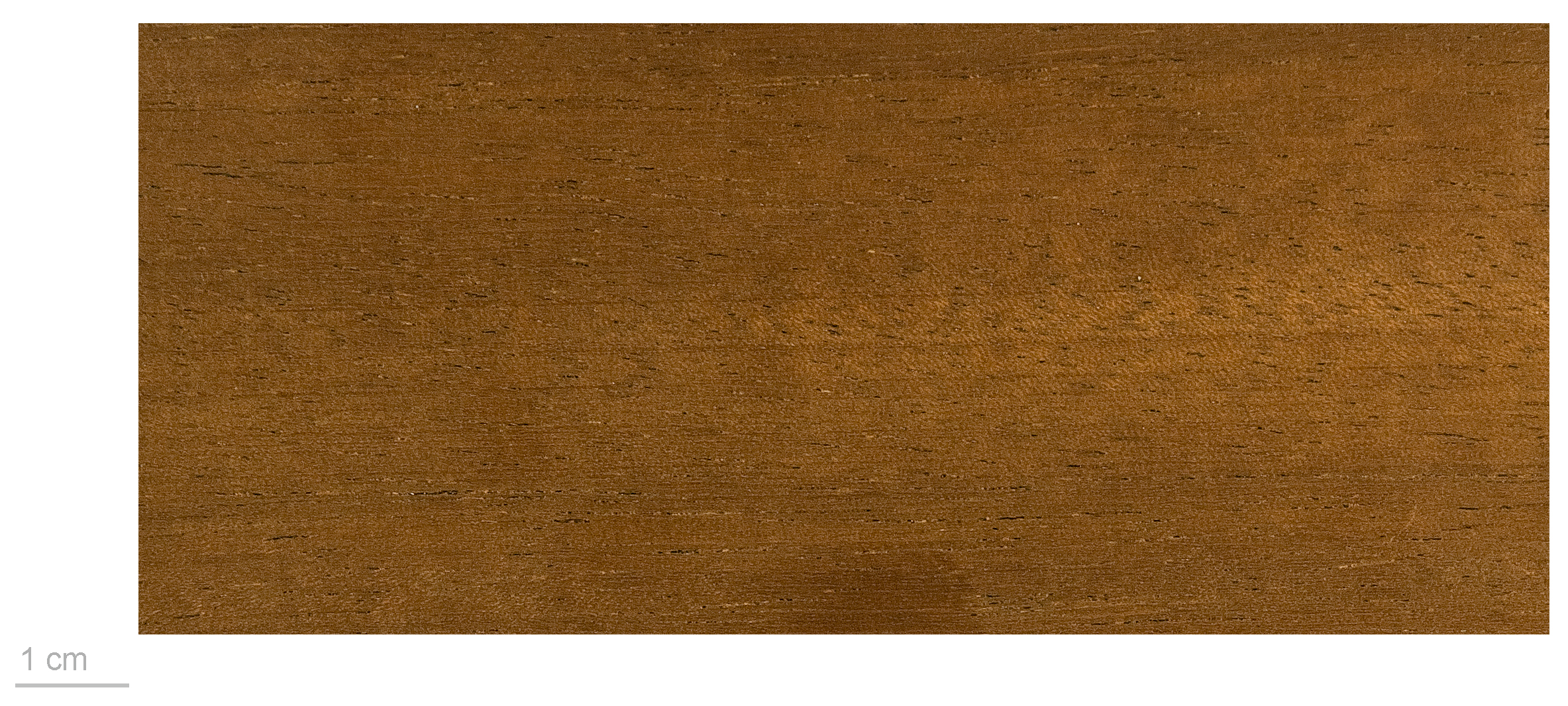
Kosipo

Kosipo is een houtsoort, afkomstig van Entandrophragma candollei (familie Meliaceae), die voorkomt in West- en Midden-Afrika.
Het hout is kruisdradig en het kernhout is paarsrood tot bruin en het spinthout is grijsachtig. Soms wordt het kernhout verward met Sapeli. Het wordt gebruikt voor meubels, fineer, binnenschrijnwerk en in de scheepsbouw. 
Het hout bevat kiezel, waardoor werktuigen gemakkelijk afstompen. 